# 방정오

방정오(方正梧, 1978년 10월 4일~)는 TV조선 대표이사 전무를 맡았던 대한민국의 언론인이다. 조선일보 방상훈 회장의 차남이다.

## 학력
- 시카고 대학교 동양사학과

## 경력
- 2006. 4. 조선일보 총무국
- 2008. 11. 조선일보 경영기획실 미디어전략팀 팀장, 과장
- 조선에듀케이션 대표이사
- 2011. 3. 조선일보 뉴미디어실 부실장
- 2011. 3. 조선일보 전략기획마케팅팀 팀장
- 2011. 6. TV조선 미래전략팀 팀장
- 2013. 1.~2014. 12. TV조선 마케팅실 실장, 국장
- 2014. 6. 주식회사 하이그라운드 창립
- 2014. 12. TV조선 마케팅실 실장, 상무
- 2015. 9. TV조선 편성담당 상무, 미디어사업본부장
- 2016. 4. TV조선 제작 및 편성담당 상무, 미디어사업본부장
- 2017. 5.~2018. 11. 22. TV조선 대표이사 전무

## 경영
방정오는 조선일보 경영기획실 산하 미디어전략팀장으로 있으면서 뉴미디어 관련 사업을 맡아 스마트폰에서도 조선일보를 지면 그대로 볼 수 있는 '스마트 페이퍼' 런칭 작업을 총괄하여, 그 공을 인정받아 사내에서 상을 받았다.

## 주식보유 현황
방정오는 디지틀조선의 지분 7.09%를 보유한 3대 주주이며, 디지털조선의 이사로 선임되었다. 또한, 조선에듀케이션 대표이사를 맡고 있다.

## 가족
아버지는 조선일보 방상훈 사장이고, 어머니 윤순명은 대한제국의 정치인 윤치호(尹致昊)의 증손녀이다. 형은 조선일보 방준오 부사장이다. 2008년 수원대학교 총장 겸 학교법인 고운학원 이사장인 이인수의 장녀 이주연과 결혼하여 1남 1녀를 뒀다.